# リパブリック (アルバム)
『リパブリック』（Republic）はイギリスのバンドニュー・オーダーが1993年に発表したアルバムである。

## 解説
前作『テクニーク』のリリース後、ニュー・オーダーのメンバー4人はそれぞれソロ活動に入った。まずピーター・フックはバンドリヴェンジ(Revenge)を結成、バーナード・サムナーは元ザ・スミスのジョニー・マーとのユニットエレクトロニック(Electronic)を始動、各々アルバムを発表しその活動を展開した。残るスティーヴン・モリスとジリアン・ギルバートの2人はサウンドユニットジ・アザー・トゥー(The Other Two)として、ファースト・アルバムの制作を進めていた。
しかし1992年11月23日、彼らの古巣でもあるファクトリー・レコードが破産、この煽りを受けニュー・オーダーは移籍を迫られただけでなく、ジ・アザー・トゥーのアルバムはリリースが見送られた。（このアルバムはその後1993年にリリースされている）
結局バンド移籍先はロンドン・レコードに決まり、そのロンドン・レコードから最初にリリースされたアルバムがこの『リパブリック』である。このアルバムでは制作の段階からバーナード・サムナーと他の3人が対立し解散直前の状態まで陥った。なんとかアルバムはリリース出来たものの、元々あまり仲の良くなかったメンバー間の亀裂は深まり、メンバーが再び集まって次のスタジオアルバム『ゲット・レディー』がリリースされるまでには8年もの時間を要することになった。
アルバムは前作に引き続き1位を記録した。

## 収録曲
※ポリドール盤による。12.と13.は日本のみのボーナストラック。
1. リグレット Regret – 4:08
2. ワールド World – 4:44
3. ルーインド・イン・ア・デイ Ruined in a Day – 4:22
4. スプーキー Spooky – 4:43
5. エヴリワン・エヴリホエア Everyone Everywhere – 4:24
6. ヤング・オフェンダー Young Offender – 4:48
7. ライアー Liar – 4:21
8. ケミカル Chemical  – 4:10
9. タイムズ・チェンジ Times Change – 3:52
10. スペシャル Special – 4:51
11. アヴァランチ Avalanche – 3:14
12. リグレット（サーベル・スロウ&ロウ） Regret (Sabres Slow'n'Low)' – 12:51
13. リグレット（サーベル・ファスト&スロブ） Regret (Sabres Fast'n'Throb) – 12:17

## 制作
- 作詞・作曲・編曲 - ニュー・オーダー＆ステファン・ヘイグ
- プロデューサー - ステファン・ヘイグ
- プリプロダクション - パスカル・ガブリエル（「リグレット」「ヤング・オフェンダー」2曲のみ）
- エンジニア - サイモン・ジョージリー、マイク・スパイク・ドレイク、オーウェン・モリス、リチャード・チャペル
- ミックス・エンジニア - ジャグズ・コーナー
- プログラミング – ゲイリー・バーンズ
- デザイン – ピーター・サヴィル

## チャート
| チャート（1993年）               | 最高順位 |
| -------------------------------- | -------- |
| イギリス（全英アルバムチャート） | 1        |

## その他
- このアルバムは本来1992年10月にファクトリー・レコードから、カタログ番号FAC300として発売される予定だった。ファクトリー・レコードのボックス・セット『パラティン』に付属するブックレットに記載された作品リストにその旨の記述がある。[1]
- このアルバムは前述通りロンドン・レコードからの発売となったため、日本国内ではこのアルバムより発売元が日本コロムビアからポリドール（現・ユニバーサルミュージック）に変わっている。なおこのアルバムより歌詞・対訳が付属するようになった。
- アルバムからは「リグレット」「ルーインド・イン・ア・デイ」「ワールド」「スプーキー」がシングル・カットされている。日本では「スプーキー」以外の3曲がシングルとしてリリースされている。